# Ruska ženska rukometna reprezentacija
Ruska ženska rukometna reprezentacija predstavlja državu Rusiju u športu rukometu.

## Nastupi na OI
- 2016.:  zlato
- 2020.:  srebro (zbog opće diskvalifikacije nastupali kao djevojčad ruskoga olimpijskog odbora)

## Nastupi na SP
- 2001. - Zlato
- 2005. - Zlato
- 2007. - Zlato

## Nastupi naEP
- 2000. - Bronca
- 2006. - Srebro